# NGC 7221
NGC 7221 é uma galáxia espiral barrada (SBbc) localizada na direcção da constelação de Piscis Austrinus. Possui uma declinação de -30° 33' 48" e uma ascensão recta de 22 horas, 11 minutos e 15,1 segundos.
A galáxia NGC 7221 foi descoberta em 27 de Setembro de 1834 por John Herschel.